# Erlenbach bei Kandel
Pour les articles homonymes, voir Erlenbach.
Erlenbach bei Kandel est une municipalité de la Verbandsgemeinde Kandel, dans l'arrondissement de Germersheim, en Rhénanie-Palatinat, dans l'ouest de l'Allemagne.

## Références

Localisation d'Erlenbach bei Kandel dans la Verbandsgemeide et dans l'arrondissement